# Vụ hiếp dâm tập thể Delhi, 2012
Vụ hiếp dâm tập thể Delhi là vụ án hình sự hiếp dâm tập thể xảy ra tại Ấn Độ, đã gây chấn động dư luận Ấn Độ và thế giới.

## Diễn biến vụ việc
Vụ việc xảy ra tối 16 tháng 12 ở Delhi, Ấn Độ. Nạn nhân là một nữ sinh viên ngành vật lý trị liệu, cô đã qua đời 13 ngày sau đó do những tổn thương thân thể và não nghiêm trọng sau vụ cưỡng hiếp..
Vụ việc xảy ra khi cô gái cùng bạn trai đi xem phim về và đón chiếc xe buýt, họ nghĩ rằng đó là chiếc xe buýt công cộng tại khu vực Munirka để về Dwarka ở phía Tây Nam Delhi. Tuy nhiên chiếc xe đó là xe do đám thủ phạm lấy lén của người bạn lái đi chơi.. Trên xe có năm người đàn ông là bạn của tài xế. Không lâu sau khi họ bước lên, những kẻ trên xe buýt bắt đầu chọc ghẹo cô gái. Bạn trai cô can ngăn nhưng ngay lập tức bị ít nhất 4 thanh niên đánh đập dã man bằng gậy sắt và ném xuống đường trong lúc xe vẫn đang chạy.
Những kẻ hiếp dâm còn cầm một chấn song sắt đã rỉ tấn công tình dục cô gái, khiến cô bị thương tổn nghiêm trọng vùng ruột. Cô gái và bạn trai cô bị lột quần áo và ném ra khỏi xe buýt. Người bạn trai đã kéo cô ấy ra khi anh nhìn thấy chiếc xe buýt lùi lại để cán cô gái..
Cô gái đã đánh lại ba trong số sáu kẻ đánh và cưỡng hiếp cô. Cô gái đã được chuyển tới bệnh viện Safdarjang và đã được chuyển tới Singapore ngày 29 tháng 12.
Đến thời điểm 21 tháng 12 năm 2012, sáu thủ phạm, bao gồm cả tài xế xe buýt đã bị bắt giữ và truy tố về tội hiếp dâm và giết người. Sáu bị cáo còn bị buộc thêm tội cố tình hủy hoại chứng cứ bởi tài xế lái xe đã tìm cách rửa sạch chiếc xe buýt và đốt quần áo đã lột từ người nạn nhân. Những vết thương trên người các thủ phạm cũng như các bằng chứng pháp lý như mẫu máu, tinh dịch, mẫu tóc và lời khai của người bạn trai là bằng chứng buộc tội các bị cáo.
Phiên tòa đang được công chúng Ấn Độ quan tâm theo dõi. Ngày 30 tháng 12 năm 2012, nạn nhân đã được gia đình mai táng theo hình thức hỏa thiêu. Gia đình nữ nạn nhân cho biết họ sẽ đấu tranh đến cùng đến khi những kẻ gây ra tội ác bị tử hình mặc dù theo luật pháp Ấn Độ hình phạt tối đa chỉ là tù chung thân.
Các quan chức Ấn Độ đã chuẩn bị khả năng cái chết của cô gái sẽ kích động thêm những làn sóng biểu tình mới. Trong suốt một tuần sau vụ cưỡng hiếp, cảnh sát đã triển khai tới các con phố của thủ đô để trấn áp người biểu tình bằng vòi rồng và hơi cay, trong bối cảnh người dân phẫn nộ trước những hiểm nguy mà phụ nữ phải đối mặt hàng ngày.

## Phản ứng

### Trong nước
Sau vụ cô gái chết, các cuộc biểu tình đã nổ khắp Ấn Độ, bao gồm Chennai, Bangalore, Hyderabad, Thiruvananthapuram, Mumbai,... Nhiều người biểu tình đã mang theo nến, mặc áo đen và nhiều người quần vải đen quanh miệng.
Ngày 24 tháng 12 năm 2012, trong phản ứng chính thức đầu tiên của mình sau khi vụ việc xảy ra, Thủ tướng Manmohan Singh kêu gọi bình tĩnh, nhấn mạnh rằng "bạo lực sẽ không mang lại kết quả". Trong một phát biểu trên truyền hình, ông đảm bảo rằng sẽ thực hiện tất cả các nỗ lực có thể để đảm bảo sự an toàn của phụ nữ ở Ấn Độ. Singh bày tỏ sự đồng cảm, nói: "Là một người cha của ba cô con gái, tôi cảm xúc động mạnh mẽ về sự kiện như mỗi người trong các bạn vậy" . Để tưởng nhớ nạn nhân, Thủ tướng Ấn Độ Manmohan Singh đã hủy bỏ tất cả các sự kiện chính thức của mình kỷ niệm năm mới.
Thủ tướng Ấn Độ Manmohan Singh đã ra lệnh điều tra về vụ hiếp dâm tập thể và ban hành luật mới nhằm bảo vệ phụ nữ cũng như án phạt nặng đối với những tội phạm tình dục. Chính phủ Ấn Độ cũng vừa thông báo kế hoạch đăng ảnh, tên, và địa chỉ của những kẻ hiếp dâm đã bị kết án trên các trang mạng chính thức nhằm công khai bêu riếu tội phạm. Chiến dịch sẽ bắt đầu ở Delhi. 

### Quốc tế
Đại sứ quán Mỹ phát hành một tuyên bố vào ngày 29 tháng 12, gửi lời chia buồn đến gia đình của nạn nhân và nói "chúng tôi cũng tái cam kết với những thay đổi thái độ và chấm dứt tất cả các hình thức bạo lực dựa trên giới tính, đe doạ tất cả các quốc gia trên thế giới".
Tại Paris, người ta đã tham gia trong một cuộc tuần hành tới đại sứ quán Ấn Độ và trao đơn yêu cầu hành động để làm cho Ấn Độ an toàn hơn cho phụ nữ.
Tổng thư ký Liên Hợp Quốc Ban Ki-moon ra tuyên bố "Bạo lực đối với phụ nữ không bao giờ được chấp nhận, không bao giờ được biện minh, không bao giờ được tha thứ. Mỗi cô gái và người phụ nữ có quyền được tôn trọng, được coi trọng và được và bảo vệ".
Vụ hiếp dâm ở Delhi thu hút sự chú ý tới những vụ phạm tội chống lại phụ nữ xảy ra hàng ngày ở Ấn Độ, chủ yếu diễn ra ở những vùng nông thôn. 